# Celtic Woman: Homecoming - Live from Ireland
Homecoming - Live from Ireland (en español: De Regreso a Casa -  En Vivo desde Irlanda) es el primer álbum en vivo del conjunto musical irlandés Celtic Woman, publicado el 26 de enero de 2018, por Manhattan Records y distribuido globalmente por Universal Music.

## Antecedentes
Es el primer álbum de Celtic Woman grabado completamente en vivo. El concierto en cuestión se dio en medio de su gira Voices of Angels Tour de 2017, gira promocional de su decimoprimer álbum Voices of Angels de 2016. El nuevo espectáculo en Dublín fue anunciado en abril de 2017, sin embargo no fue hasta julio de ese año en que se anunció que sería el nuevo especial de televisión del conjunto. El concierto fue grabado en el anfiteatro 3Arena en Dublín, Irlanda el día sábado 2 de septiembre de 2017 a las 20:00 (UTC+1). Para esta exclusiva actuación contaron con la participación especial de la cantante local Anabel Sweeney, una joven irlandesa de 16 años ganadora de una competencia de talentos organizada por Celtic Woman para designar a la invitada especial. Sweeney participó en el concierto interpretando la famosa canción de Sting "Fields of Gold". En sus orígenes relacionados con Celtic Woman, esta composición fue interpretada por la vocalista Lisa Kelly como tema de apertura del quinto álbum del conjunto llamado Songs from the Heart de 2010. La nueva versión interpretada por Anabel es una interpretación acústica, sin acompañamiento de cuerdas, sólo de piano.
Ésta también es la segunda producción discográfica oficial en la que aparece la nueva violinista Tara McNeill, haciendo interpretación de temas con arreglos especiales para violín. Al igual que en el álbum Voices of Angels, en este espectáculo McNeill hace una interpretación de los temas For the Love of a Princess de Corazón Valiente y el tema inédito Across the World; una espontánea y dinámica composición instrumental. Tara no solo aparece como la violinista del grupo, sino que también toca el arpa en las canciones Time to Say Goodbye y Danny Boy.
En noviembre de ese año las integrantes del conjunto se embarcaron en un viaje promocional por Estados Unidos visitando cada televisora local de PBS, cadena que transmitió el concierto en varias y distintas fechas a través del gigante norteamericano. Las integrantes fueron entrevistadas en los principales programas de televisión de las cadenas previamente a la transmisión del concierto. La transmisión de televisión no posee todos los temas interpretados en la edición oficial en DVD. El estreno oficial de esta presentación en Irlanda se llevó a cabo el 1 de enero de 2018.
Las vocalistas presentes en esta nueva producción del conjunto son Susan McFadden, Máiréad Carlin, Éabha McMahon, Anabel Sweeney como invitada especial y la violinista Tara McNeill.

## Lista de temas

### Digital
| Homecoming - Live from Ireland |                                             |                                                           |          |  |
| N.º                            | Título                                      | Intérprete(s)                                             | Duración |  |
| 1.                             | «Homecoming Lament» (Tema inédito)          | Celtic Woman Band                                         | 2:02     |  |
| 2.                             | «Mo Ghile Mear» (My Gallant Star)           | McFadden / Carlin / McMahon / McNeill                     | 4:09     |  |
| 3.                             | «My Heart Will Go On»                       | McFadden / Carlin / McMahon / McNeill                     | 4:26     |  |
| 4.                             | «Walk Beside Me»                            | McFadden / Carlin / McMahon / McNeill                     | 4:26     |  |
| 5.                             | «Dúlamán»                                   | Máiréad Carlin                                            | 4:13     |  |
| 6.                             | «Danny Boy» (Tara McNeill en el Arpa)       | McFadden / Carlin / McMahon / McNeill                     | 3:39     |  |
| 7.                             | «For the Love of a Princess»                | Tara McNeill                                              | 3:52     |  |
| 8.                             | «Fields of Gold»                            | Anabel Sweeney                                            | 3:43     |  |
| 9.                             | «Westering Home»                            | McFadden / Carlin / McMahon / McNeill                     | 4:10     |  |
| 10.                            | «Water Under the Bridge»                    | McFadden / Carlin / McMahon / McNeill                     | 3:49     |  |
| 11.                            | «The Voice»                                 | Susan McFadden                                            | 3:30     |  |
| 12.                            | «Ard Uí Chuain / Sadhbh Ní Bhruinneallaigh» | Éabha McMahon                                             | 4:21     |  |
| 13.                            | «You Raise Me Up»                           | McFadden / Carlin / McMahon / McNeill                     | 4:07     |  |
| 14.                            | «The Kesh Inn»                              | McFadden / Carlin / McMahon / McNeill / Celtic Woman Band | 3:03     |  |
| 15.                            | «Téir Abhaile Riú»                          | McFadden / Carlin / McMahon / McNeill                     | 4:13     |  |
| 16.                            | «The Parting Glass»                         | McFadden / Carlin / McMahon / McNeill                     | 5:05     |  |
| 62:48                          |                                             |                                                           |          |  |

### Edición Especial de Target
| Homecoming - Live from Ireland |                       |                                       |          |  |
| N.º                            | Título                | Intérprete(s)                         | Duración |  |
| 17.                            | «Time to Say Goodbye» | McFadden / Carlin / McMahon / McNeill |          |  |
| 18.                            | «Amazing Grace»       | McFadden / Carlin / McMahon           |          |  |
| --:--                          |                       |                                       |          |  |

### CD
| Homecoming - Live from Ireland |                                                 |                                                           |          |  |
| N.º                            | Título                                          | Intérprete(s)                                             | Duración |  |
| 1.                             | «Homecoming Lament» (Tema inédito)              | Celtic Woman Band                                         |          |  |
| 2.                             | «Mo Ghile Mear» (My Gallant Star)               | McFadden / Carlin / McMahon / McNeill                     |          |  |
| 3.                             | «My Heart Will Go On»                           | McFadden / Carlin / McMahon / McNeill                     |          |  |
| 4.                             | «Across the World»                              | Tara McNeill                                              |          |  |
| 5.                             | «Walk Beside Me»                                | McFadden / Carlin / McMahon / McNeill                     |          |  |
| 6.                             | «Dúlamán»                                       | Máiréad Carlin                                            |          |  |
| 7.                             | «Isle of Hope, Isle of Tears»                   | Éabha McMahon                                             |          |  |
| 8.                             | «Danny Boy» (Tara McNeill en el Arpa)           | McFadden / Carlin / McMahon / McNeill                     |          |  |
| 9.                             | «Westering Home»                                | McFadden / Carlin / McMahon / McNeill                     |          |  |
| 10.                            | «Amazing Grace»                                 | McFadden / Carlin / McMahon                               |          |  |
| 11.                            | «For the Love of a Princess»                    | Tara McNeill                                              |          |  |
| 12.                            | «Ave María»                                     | Máiréad Carlin                                            |          |  |
| 13.                            | «Water Under the Bridge»                        | McFadden / Carlin / McMahon / McNeill                     |          |  |
| 14.                            | «The Voice»                                     | Susan McFadden                                            |          |  |
| 15.                            | «Ard Uí Chuain / Sadhbh Ní Bhruinneallaigh»     | Éabha McMahon                                             |          |  |
| 16.                            | «Time to Say Goodbye» (Tara McNeill en el Arpa) | McFadden / Carlin / McMahon / McNeill                     |          |  |
| 17.                            | «You Raise Me Up»                               | McFadden / Carlin / McMahon / McNeill                     |          |  |
| 18.                            | «The Kesh Inn»                                  | McFadden / Carlin / McMahon / McNeill / Celtic Woman Band |          |  |
| 19.                            | «The Parting Glass»                             | McFadden / Carlin / McMahon / McNeill                     |          |  |
| --:--                          |                                                 |                                                           |          |  |

### DVD
| Homecoming - Live from Ireland |                                                 |                                                           |          |  |
| N.º                            | Título                                          | Intérprete(s)                                             | Duración |  |
| 1.                             | «Homecoming Lament» (Tema inédito)              | Celtic Woman Band                                         |          |  |
| 2.                             | «Mo Ghile Mear» (My Gallant Star)               | McFadden / Carlin / McMahon / McNeill                     |          |  |
| 3.                             | «My Heart Will Go On»                           | McFadden / Carlin / McMahon / McNeill                     |          |  |
| 4.                             | «Across the World»                              | Tara McNeill                                              |          |  |
| 5.                             | «Walk Beside Me»                                | McFadden / Carlin / McMahon / McNeill                     |          |  |
| 6.                             | «Dúlamán»                                       | Máiréad Carlin                                            |          |  |
| 7.                             | «As She Moved Through the Fair»                 | Susan McFadden                                            |          |  |
| 8.                             | «Isle of Hope, Isle of Tears»                   | Éabha McMahon                                             |          |  |
| 9.                             | «Danny Boy» (Tara McNeill en el Arpa)           | McFadden / Carlin / McMahon / McNeill                     |          |  |
| 10.                            | «Fields of Gold»                                | Anabel Sweeney                                            |          |  |
| 11.                            | «Westering Home»                                | McFadden / Carlin / McMahon / McNeill                     |          |  |
| 12.                            | «Amazing Grace»                                 | McFadden / Carlin / McMahon                               |          |  |
| 13.                            | «For the Love of a Princess»                    | Tara McNeill                                              |          |  |
| 14.                            | «Ave María»                                     | Máiréad Carlin                                            |          |  |
| 15.                            | «Water Under the Bridge»                        | McFadden / Carlin / McMahon / McNeill                     |          |  |
| 16.                            | «Floorplay»                                     |                                                           |          |  |
| 17.                            | «Ard Uí Chuain / Sadhbh Ní Bhruinneallaigh»     | Éabha McMahon                                             |          |  |
| 18.                            | «The Voice»                                     | Susan McFadden                                            |          |  |
| 19.                            | «Time to Say Goodbye» (Tara McNeill en el Arpa) | McFadden / Carlin / McMahon / McNeill                     |          |  |
| 20.                            | «You Raise Me Up»                               | McFadden / Carlin / McMahon / McNeill                     |          |  |
| 21.                            | «The Kesh Inn»                                  | McFadden / Carlin / McMahon / McNeill / Celtic Woman Band |          |  |
| 22.                            | «Téir Abhaile Riú»                              | McFadden / Carlin / McMahon / McNeill                     |          |  |
| 23.                            | «The Parting Glass»                             | McFadden / Carlin / McMahon / McNeill                     |          |  |
| --:--                          |                                                 |                                                           |          |  |

## Observaciones
- El álbum está disponible para comprar por preventa desde el 22 de diciembre de 2017, día en que Celtic Woman lo anunció oficialmente.